# Libnotes innotabilis
Libnotes innotabilis är en tvåvingeart som först beskrevs av Walker 1864.  Libnotes innotabilis ingår i släktet Libnotes och familjen småharkrankar. Inga underarter finns listade i Catalogue of Life.